# Cartoon Network Racing
Cartoon Network Racing – gra wyścigowa wydana na dwie konsole: PlayStation 2 i Nintendo DS. Gra jest dziełem Cartoon Network Interactive, Eutechnyx, Firebrand Games i The Game Factory.

## Wersja PS2
Gracz musi wybrać dwie postacie do jazdy (niekoniecznie z tej samej kreskówki) – jedna prowadzi pojazd, a druga używa wszelkich broni znalezionych w trasie. Główne wyścigi polegają na dojechaniu do mety z największą liczbą punktów. Dodatkowo dostępne tryby to: Battle Mode, w którym walczą dwie drużyny w różnych trybach, oraz Cartoon Eliminators, w którym postać która ostatnia dojechała do mety, zostaje wyeliminowana z dalszego wyścigu. Postacie, które używają broni, mogą użyć jednej z super mocy: ochrony, ataku, przyspieszenia lub latania.

## Wersja NDS
Gracz wybiera tylko jedną postać do jazdy, która kieruje wozem i używa znalezionych broni. Główne wyścigi polegają na dojechaniu do mety z największą liczbą punktów. Postacie mają tylko jedną super moc, które różnią się od tych w wersji PS2. Wersja NDS zaopatrzona jest tylko w trzy kreskówki, ale za to do odblokowania są dwie mini-gry, których nie ma na PS2.

## Postacie
W wersji na PlayStation 2 występują 24 postacie, natomiast w wersji na Nintendo DS występuje tylko 20.
- Johnny Bravo
  - Johnny Bravo
  - Bunny Bravo
  - Carl (tylko PS2)
  - Suzy
- Krowa i Kurczak
  - Krowa
  - Kurczak
  - Flem (tylko PS2)
  - Earl (tylko PS2)
- Laboratorium Dextera
  - Dexter
  - Dee-Dee
  - Mama (tylko PS2)
  - Tata (tylko PS2)
  - Mandark
- Atomówki
  - Bójka, Bajka i Brawurka (w wersji PS2 występują jako jedna postać, w wersji NDS występują oddzielnie)
  - Profesor Atomus
  - Mojo Jojo
  - On
  - Feler Lumpeks
- Jam Łasica
  - Jam Łasica
  - Ja być Pawian
  - Czerwony
- Chojrak – tchórzliwy pies
  - Chojrak
  - Muriel Motyka
  - Eustachy Motyka

## Trasy
Gracz ma do dyspozycji osiemnaście wyścigowych tras. Dwanaście z nich są wymyślone przez twórców, natomiast pozostałe sześć to trasy stworzone na podstawie kreskówek.
- Krowa i Kurczak – Szkoła Krowy i Kurczaka
- Jam Łasica – Plac budowy
- Johnny Bravo – Sąsiedztwo Johnny’ego
- Laboratorium Dextera – Ukryte laboratorium Dextera
- Atomówki – Townsville
- Chojrak – tchórzliwy pies – Farma

## Galeria
Za zdobycie złotych pucharów w poszczególnych wyścigach, zostają odblokowane dwa wybrane przez twórców odcinki jednej z kreskówek. Wszystkie one pojawiają się w wersji na PS2, na NDS do odblokowania są tylko trzy:
- Krowa i Kurczak – odcinki „Black Sheep of the Family” & „Child Star”
- Jam Łasica – odcinki „Enemy Camp” & „My Friend the Smart Banana”
- Johnny Bravo – odcinki „Doommates” & „Johnny’s Telethon”
- Laboratorium Dextera – odcinki „Dexter’s Rival” & „Mandarker”
- Atomówki – odcinki „Telephonies” & „Tough Love”
- Chojrak – tchórzliwy pies – odcinki „Robot Randy” & „The Magic Tree of Nowhere”

## Głosy
w kolejności alfabetycznej:
- Charles Adler – Krowa / Kurczak / Ja być Pawian / Czerwony
- Arthur Anderson – Eustachy Motyka
- Jeff Bennett – Johnny Bravo / Tata Dextera
- Dan Castellaneta – Earl
- Cathy Cavadini – Bójka
- Kathryn Cressida – DeeDee
- Jim Cummings – Feler Lumpex
- Elizabeth Daily – Brawurka
- Eddie Deezen – Mandark
- Michael Dorn – Jam Łasica
- Marty Grabstein – Chojrak
- Roger L. Jackson – Mojo Jojo
- Tom Kane – Profesor Atomus / On
- Tom Kenny – Carl
- Candi Milo – Dexter
- Howard Morris – Flem
- Kath Soucie – Mama Dextera
- Tara Strong – Bajka
- Brenda Vaccaro – Bunny Bravo
- Thea White – Muriel Motyka
- Mae Whitman – Suzy